# Ashampoo Burning Studio
Ashampoo Burning Studio è un programma che consente la masterizzazione di CD, DVD e Bluray progettato per Windows e sviluppato da Ashampoo. È una delle possibili alternative a Nero per Windows, ma non ancora così popolare e diffuso.
Per promuovere il marchio ed il programma, Ashampoo ha pubblicato Ashampoo Burning Studio FREE, versione scaricabile gratuitamente.
Le sue caratteristiche principali sono la semplicità, la leggerezza e la facilità d'utilizzo: infatti l'intera suite richiede 2 GB di RAM e 250 MB di spazio per l'installazione su disco rigido. Tuttavia ciò può essere visto come un suo lato debole: pur avendo tutto il necessario per masterizzare, non contiene alcune funzionalità extra che qualcuno potrebbe trovare utili.
Permette inoltre la creazione di film in DVD da file video comprensivi di menù e la masterizzazione di immagini ISO.